# Tuzamapan
Tuzamapan är en ort i Mexiko.   Den ligger i kommunen Coatepec och delstaten Veracruz, i den sydöstra delen av landet, 240 km öster om huvudstaden Mexico City. Tuzamapan ligger 874 meter över havet och antalet invånare är 7 522.
Terrängen runt Tuzamapan är huvudsakligen kuperad, men åt nordost är den platt. Runt Tuzamapan är det tätbefolkat, med 331 invånare per kvadratkilometer. Närmaste större samhälle är Xalapa, 15,3 km norr om Tuzamapan. I omgivningarna runt Tuzamapan växer huvudsakligen savannskog.